# K-12 투어
K-12 투어는 미국의 싱어송라이터 멜라니 마르티네즈의 3번째 투어이다. 2019년 10월 13일에 미국 워싱턴 D.C.에서 시작되어 2020년 2월 17일에 영국 브릭스톤에서 종료되었다. 원래 2020년 7월 26일에 덴버에서 마무리될 예정이었으나, 코로나19 범유행으로 인해 여름 일정이 취소되었다.

## 콘서트 개요
마르티네즈는 부드러운 파스텔 색상의 옷을 입었고, 댄서들은 "아기 같은" 옷을 착용하고 머리를 슬릭백 스타일로 꾸몄다. 그녀는 "Show & Tell"에서 꼭두각시처럼 팔에 족쇄를 찬 채 하트 모양의 로코코 상자 안에서 노래했다. "Nurse's Office"에서는 화려하게 장식된 병원 침대에 묶인 채 "험악한" 간호사들에 의해 이리저리 움직여졌다. "Drama Club"에서는 베네치아풍의 응접실에서 춤을 추고 다림질을 했다. "Strawberry Shortcake"에서는 공연장이 점차 딸기 향기로 채워지는 동안 거대한 치마 위에서 공연했다. 콘서트는 "Fire Drill" 공연으로 막을 내렸고, 화면에는 After School이라는 단어가 적힌 공책의 이미지가 나왔다.

## 평가
<이브닝 스탠더드>의 젬마 샘웨이스는 투어에 5점 만점에 3점을 주었다. 그는 "부정할 수 없을 정도로 화려한" 비주얼을 칭찬했지만, 세트와 소품을 재배치하기 위해 노래 사이의 휴식 시간이 길었던 것을 비판했다. 또한 공연이 "순수 뮤지컬처럼 매끄럽지 않고 팝 콘서트처럼 행복한 에너지가 없어 어느 쪽의 팬도 만족시키지 못할 운명"이었다고 평했다.
<라우더 댄 워>의 멜라니 스미스는 투어가 "독특하고 창의적인 음악적 장관"이라고 평했다. 또한 마르티네즈가 "영화를 성공적으로 무대로 옮겼다"고 칭찬했다.

## 세트리스트
| 1. "Wheels on the Bus" 2. "Class Fight" 3. "The Principal" 4. "Show & Tell" 5. "Nurse's Office" 6. "Drama Club" 7. "Strawberry Shortcake" 8. "Lunchbox Friends" 9. "Orange Juice" 10. "Detention" 11. "Teacher's Pet" 12. "High School Sweethearts" 13. "Recess" | 앙코르 1. "Sippy Cup" 2. "Alphabet Boy" 3. "Mad Hatter" 4. "Fire Drill" |

## 공연
| 날짜               | 도시               | 국가               | 공연장                  |
| 1구간 – 북아메리카 | 1구간 – 북아메리카 | 1구간 – 북아메리카 | 1구간 – 북아메리카      |
| ------------------ | ------------------ | ------------------ | ----------------------- |
| 2019년 10월 13일   | 워싱턴 D.C.        | 미국               | 유니온 마켓             |
| 2019년 10월 15일   | 애틀랜타           | 미국               | 코카콜라 록시           |
| 2019년 10월 16일   | 올랜도             | 미국               | 하우스 오브 블루스      |
| 2019년 10월 18일   | 샬럿               | 미국               | 더 필모어               |
| 2019년 10월 19일   | 리치먼드           | 미국               | 더 내셔널               |
| 2019년 10월 20일   | 보스턴             | 미국               | 오르페움 극장           |
| 2019년 10월 22일   | 토론토             | 캐나다             | 레벨                    |
| 2019년 10월 23일   | 디트로이트         | 미국               | 더 필모어               |
| 2019년 10월 25일   | 시카고             | 미국               | 리비에라 극장           |
| 2019년 10월 26일   | 콜럼버스           | 미국               | 익스프레스 라이브       |
| 2019년 10월 29일   | 뉴욕               | 미국               | 해머스타인 볼룸         |
| 2019년 10월 30일   | 필라델피아         | 미국               | 더 필모어               |
| 2019년 11월 1일    | 인디애나폴리스     | 미국               | 올드 내셔널 센터        |
| 2019년 11월 2일    | 밀워키             | 미국               | 더 레이브               |
| 2019년 11월 3일    | 세인트루이스       | 미국               | 더 페이전트             |
| 2019년 11월 5일    | 휴스턴             | 미국               | 리벤션 뮤직 센터        |
| 2019년 11월 6일    | 어빙               | 미국               | 토요타 뮤직 팩토리      |
| 2019년 11월 8일    | 피닉스             | 미국               | 더 밴 뷰런              |
| 2019년 11월 9일    | 로스앤젤레스       | 미국               | 할리우드 팔라디움       |
| 2구간 – 유럽       |                    |                    |                         |
| 2019년 12월 2일    | 더블린             | 아일랜드           | 올림피아 극장           |
| 2019년 12월 4일    | 글래스고           | 스코틀랜드         | O2 아카데미 글래스고    |
| 2019년 12월 5일    | 맨체스터           | 잉글랜드           | O2 아폴로               |
| 2019년 12월 6일    | 뉴캐슬어폰타인     | 잉글랜드           | 뉴캐슬 시티 홀          |
| 2019년 12월 8일    | 버밍엄             | 잉글랜드           | O2 아카데미 버밍엄      |
| 2019년 12월 9일    | 런던               | 잉글랜드           | O2 셰퍼드 부시 엠파이어 |
| 2019년 12월 11일   | 포츠머스           | 잉글랜드           | 포츠머스 길드홀         |
| 2019년 12월 12일   | 리즈               | 잉글랜드           | O2 아카데미 리즈        |
| 2019년 12월 16일   | 암스테르담         | 네덜란드           | 멜크베흐                |
| 2019년 12월 17일   | 함부르크           | 독일               | 독스                    |
| 2020년 1월 21일    | 리스본             | 포르투갈           | 캄푸 페케누             |
| 2020년 1월 22일    | 마드리드           | 스페인             | 위싱크 센터             |
| 2020년 1월 24일    | 파도바             | 이탈리아           | 그란 테아트로 제옥스    |
| 2020년 1월 25일    | 밀라노             | 이탈리아           | 소셜 뮤직 시티          |
| 2020년 1월 27일    | 취리히             | 스위스             | 할레 622                |
| 2020년 1월 29일    | 뮌헨               | 독일               | 톤할레                  |
| 2020년 1월 30일    | 빈                 | 오스트리아         | 가조메터                |
| 2020년 1월 31일    | 바르샤바           | 폴란드             | 엑스포 XXI              |
| 2020년 2월 2일     | 베를린             | 독일               | 콜룸비아할레            |
| 2020년 2월 3일     | 프라하             | 체코               | 포룸 카를린             |
| 2020년 2월 5일     | 코펜하겐           | 덴마크             | KB 할렌                 |
| 2020년 2월 6일     | 오슬로             | 노르웨이           | 센트룸 신               |
| 2020년 2월 7일     | 스톡홀름           | 스웨덴             | 안넥세트                |
| 2020년 2월 9일     | 브뤼셀             | 벨기에             | 앙시엔느 벨지크         |
| 2020년 2월 10일    | 프랑크푸르트암마인 | 독일               | 야르훈데르트할레        |
| 2020년 2월 12일    | 쾰른               | 독일               | 팔라디움                |
| 2020년 2월 13일    | 파리               | 프랑스             | 올랭피아                |
| 2020년 2월 15일    | 틸뷔르흐           | 네덜란드           | 013 포포디움            |
| 2020년 2월 17일    | 런던               | 잉글랜드           | 브릭스톤 아카데미       |